# ОК Смедерево Царина
ОК Смедерево Царина је српски одбојкашки клуб из Смедерева. Клуб се тренутно такмичи у Првој лиги Србије, другом рангу такмичења, након што је у сезони 2014/15. заузео 1. место у Другој лиги Србије група Центар.

## Историја
Клуб је основан 26. октобра 1993. године као ОК Царина. 23. јула 2014. године одобрено је име Града у називу клуба и клуб добија нови назив ОК Смедерево Царина.
ОК Царина и ОК Смедерево сарађивали су пуних 20 година. Када је ОК Смедерево престало да се такмичи, један део првог тима и млађих селекција је прешао у ОК Царина.

### Имена клуба кроз историју
| Година     | Клуб (насеље)                   |
| ---------- | ------------------------------- |
| 1993—2014. | ОК Царина (Смедерево)           |
| 2014—      | ОК Смедерево Царина (Смедерево) |

## Резултати клуба у последњим годинама
| Сезона   | Ранг | Лига                           | Позиција | ОУ | ПБ | ПР | ДС | ИС | СР  | Бод. | Куп | Напомене                |
| -------- | ---- | ------------------------------ | -------- | -- | -- | -- | -- | -- | --- | ---- | --- | ----------------------- |
| 2014/15. | 3    | Друга лига Србије група Центар | 1.       | 18 | 16 | 2  | 51 | 9  | +45 | 49   | /   | Пласирао се у виши ранг |
| 2015/16. | 2    | Прва лига Србије               | 5.       | 22 | 15 | 7  | 51 | 31 | +20 | 47   | /   | /                       |
| 2016/17. | 2    | Прва лига Србије               | 6.       | 22 | 11 | 11 | 47 | 43 | +4  | 35   | /   | /                       |
| 2017/18. | 2    | Прва лига Србије               | 5.       | 22 | 13 | 9  | 48 | 40 | +8  | 38   | /   | /                       |

ОУ = Одигране утакмице; ПБ = Победе; Н = Нерешено; ПР = Порази; ДС = Добијени сетови; ИС = Изгубљени сетови; СР = Сет разлика; Бод. = Бодови